# IX Всероссийский съезд Советов
IX Всероссийский съезд Советов — Всероссийский съезд Советов, проходивший в Москве с 23 по 28 декабря 1921 года. Среди вопросов, обсуждавшихся на съезде: внешняя и внутренняя политика правительства, ход новой экономической политики, развития сельского хозяйства, помощь голодающим, восстановление промышленности, трансформация ВЧК в ГПУ при НКВД. Съезд утвердил декрет СНК «Об электрификации Р.С.Ф.С.Р.», закрепивший шаги по выполнению плана ГОЭЛРО.

## Делегаты
Съезд собрал 1991 делегата, 1630 из которых обладали правом решающего голоса. 39 % делегатов составили рабочие, 32,5 % служащие, 20 % — крестьяне. 8,5 % делегатов числились как «прочие». 1522 делегата были либо членами коммунистической партии, либо кандидатами в члены партии.

## Рассмотренные вопросы
В повестку дня съезда вошли следующие вопросы:
- Отчёт ВЦИК и СНК о внешней и внутренней политике республики. Докладчик — В. И. Ленин.
- Доклад «О помощи голодающим». Докладчик — М.И. Калинин
- Доклад «О предварительных результатах новой экономической политики». Докладчик — Л. Б. Каменев.
- Доклад «О положении промышленности». Докладчик — П.А. Богданов.
- Доклад «О восстановлении сельского хозяйства». Докладчик — Н. Осинский.
- Доклад «О кооперации». Докладчик — Л.М. Хинчук.
- Доклад «О финансах и бюджете». Докладчик — Н.Н. Крестинский.
- Доклад «О строительстве Красной Армии». Докладчик — Л.Д. Троцкий.
- Доклад «О советском строительстве». Докладчик — Т.В. Сапронов.
- Выборы Всероссийского Центрального Исполнительного Комитета.
- Доклад о декрете Совнаркома об электрификации. Докладчик — Г.М. Кржижановский.

## Решения
- По отчетному докладу В. И. Ленина съезд вынес резолюцию, одобрившую политику правительства.
- Было вынесено постановление о помощи голодающим. Съезд выразил благодарность за помощь иностранным рабочим, а также лично Ф. Нансену.
- Съезд оценил выполнение новой экономической политики, отметил в качестве приоритетной задачи развитие сельского хозяйства. В качестве мер, стимулирующих сельское хозяйство, были предложены долгосрочный кредит, развитие товарооборота, право крестьянских сообществ выбирать кооперативную, общинную или хуторскую форму хозяйствования.
- Были вынесены постановления по отраслям промышленности: каменноугольной, нефтяной, металлургической, производству товаров широкого потребления.
- Утвержден декрет Совета Народных Комиссаров «Об электрификации».
- Утвержден «Наказ о хозяйственной работе», касавшийся новой экономической политики.
- Утверждено постановление о финансах и бюджете, предусматривавшее меры по борьбе с инфляцией и стабилизации курса рубля.
- Принята резолюция о Красной Армии и флоте.
- Принята «Декларации о международном положении РСФСР», предусматривавшее установление мирных отношения с другими странами.
- Съезд упразднил ВЧК и вместо неё создал ГПУ при НКВД.
- Был избран ВЦИК, в который вошли 386 членов и 127 кандидатов. Впервые во ВЦИК вошли представители Грузии, Армении и Азербайджана.